# فيرنر فيسر
فيرنر فيسر (بالإنجليزية: Werner Visser)‏ هو منافس ألعاب قوى جنوب أفريقي، ولد في 27 فبراير 1998.

## وصلات خارجية
- فيرنر فيسر على موقع الاتحاد الدولي لألعاب القوى (الإنجليزية)